# Ptomophyle
Ptomophyle là một chi bướm đêm thuộc họ Geometridae.